# Porta quantistica
Una porta quantistica o porta quantica è una porta logica basata sulla fisica quantistica e su circuiti che operano con un piccolo numero di qubit. Sono l'analogo quantistico delle porte logiche digitali dei computer convenzionali.
Le porte quantistiche, a differenza di quelle tradizionali, sono reversibili. Alcune porte logiche classiche universali come la porta di Toffoli forniscono la reversibilità e possono essere mappate direttamente in porte logiche quantistiche.

## Rappresentazione
Le porte logiche quantistiche sono rappresentate da matrici unitarie. Il numero di qubit in ingresso e in uscita dalla porta deve essere uguale; una porta che agisce su {\displaystyle n} qubit è rappresentata da una matrice unitaria {\displaystyle 2^{n}\times 2^{n}}. Gli stati quantistici su cui agiscono le porte sono vettori in {\displaystyle 2^{n}} dimensioni complesse. I vettori della base sono i possibili esiti della misura dello stato, e uno stato quantistico è una combinazione lineare di questi esiti. Le porte quantistiche più comuni operano su spazi a uno o due qubit, proprio come le porte logiche classiche operano su uno o due bit.
Gli stati quantistici sono tipicamente rappresentati da "ket", seguendo la notazione bra-ket.
La rappresentazione vettoriale di un singolo qubit è:
{\displaystyle |a\rangle =v_{0}|0\rangle +v_{1}|1\rangle \rightarrow {\begin{bmatrix}v_{0}\\v_{1}\end{bmatrix}}},
dove {\displaystyle v_{0}} e {\displaystyle v_{1}} sono ampiezze di probabilità complesse del qubit. Questi valori determinano la probabilità di misurare uno 0 o un 1, quando si misura lo stato del qubit.
Il valore zero è rappresentato dal ket {\displaystyle |0\rangle ={\begin{bmatrix}1\\0\end{bmatrix}}}, e il valore uno dal ket {\displaystyle |1\rangle ={\begin{bmatrix}0\\1\end{bmatrix}}}.
Il prodotto tensoriale (o prodotto di Kronecker) è usato per combinare stati quantistici. Lo stato combinato di due qubit è il prodotto tensoriale dei due qubit. Il prodotto tensoriale è indicato dal simbolo {\displaystyle \otimes }.
La rappresentazione vettoriale di due qubit è:
{\displaystyle |ab\rangle =|a\rangle \otimes |b\rangle =v_{00}|00\rangle +v_{01}|01\rangle +v_{10}|10\rangle +v_{11}|11\rangle \rightarrow {\begin{bmatrix}v_{00}\\v_{01}\\v_{10}\\v_{11}\end{bmatrix}}},
L'azione della porta su uno specifico stato quantistico si trova moltiplicando il vettore {\displaystyle |\psi _{1}\rangle } che rappresenta lo stato, per la matrice {\displaystyle U} che rappresenta la porta. Il risultato è un nuovo stato quantistico
{\displaystyle |\psi _{2}\rangle =U|\psi _{1}\rangle }

## Esempi importanti

### Porta di Hadamard

Rappresentazione circuitale di una porta di Hadamard

La porta di Hadamard agisce su un singolo qubit. Ha il seguente effetto sugli stati di base {\displaystyle |0\rangle } e  {\displaystyle |1\rangle }:
{\displaystyle {\begin{aligned}|0\rangle &\longrightarrow {\frac {|0\rangle +|1\rangle }{\sqrt {2}}}\\|1\rangle &\longrightarrow {\frac {|0\rangle -|1\rangle }{\sqrt {2}}}\end{aligned}}}
Ciò significa che una misura dello stato in uscita avrà la stessa probabilità di dare 1 o 0 (cioè si crea una sovrapposizione). Rappresenta una rotazione di {\displaystyle \pi } intorno all'asse {\displaystyle ({\hat {x}}+{\hat {z}})/{\sqrt {2}}} nella sfera di Bloch. Equivalentemente, è la combinazione di due rotazioni, di {\displaystyle \pi } intorno all'asse Z, e poi di {\displaystyle \pi /2} intorno all'asse Y: {\displaystyle R_{y}(\pi /2)R_{z}(\pi )=iH}. Viene rappresentata dalla matrice di Hadamard:
{\displaystyle H={\frac {1}{\sqrt {2}}}{\begin{bmatrix}1&1\\1&-1\end{bmatrix}}}.
Siccome {\displaystyle HH^{\dagger }=I} dove I è la matrice identità, H è una matrice unitaria (come tutte le porte logiche quantistiche).

### Porta X di Pauli

Rappresentazione circuitale di una porta NOT

La porta X di Pauli agisce su un singolo qubit. È l'equivalente quantistico della porta NOT per i computer classici (rispetto alla base standard {\displaystyle |0\rangle },  {\displaystyle |1\rangle }, che distingue la direzione Z, nel senso che una misura dell'autovalore 1 corrisponde al classico 1 e una misura di -1 corrisponde a 0). Equivale a una rotazione di {\displaystyle \pi } radianti intorno all'asse X della sfera di Bloch. Manda {\displaystyle |0\rangle } in {\displaystyle |1\rangle } e {\displaystyle |1\rangle } in {\displaystyle |0\rangle }. A causa di questa caratteristica, viene talvolta chiamata bit-flip. Viene rappresentata dalla prima delle matrici di Pauli:
{\displaystyle X={\begin{bmatrix}0&1\\1&0\end{bmatrix}}}.

### Porta Y di Pauli
La porta Y di Pauli agisce su un singolo qubit. Equivale a una rotazione di {\displaystyle \pi } radianti attorno all'asse Y della sfera di Bloch. Manda {\displaystyle |0\rangle } in {\displaystyle i|1\rangle } e {\displaystyle |1\rangle } in {\displaystyle -i|0\rangle }. Viene rappresentata dalla seconda delle matrici di Pauli:
{\displaystyle Y={\begin{bmatrix}0&-i\\i&0\end{bmatrix}}}.

### Porta Z di Pauli (Rπ{\displaystyle R_{\pi }})
La porta Z di Pauli agisce su un singolo qubit. Equivale a una rotazione di {\displaystyle \pi } radianti attorno all'asse Z della sfera di Bloch. Perciò, è un caso particolare di porta di phase shift con {\displaystyle \phi =\pi }. Lascia lo stato di base {\displaystyle |0\rangle } invariato mentre manda {\displaystyle |1\rangle } in {\displaystyle -|1\rangle }. A causa di questa caratteristica, è talvolta chiamata phase-flip. Viene rappresentata dalla terza matrice di Pauli:
{\displaystyle Z={\begin{bmatrix}1&0\\0&-1\end{bmatrix}}}.

### Porte di phase shift
Si tratta di una famiglia di porte a singolo qubit che mandano gli stati di base {\displaystyle |0\rangle \mapsto |0\rangle } e {\displaystyle |1\rangle \mapsto e^{i\phi }|1\rangle }. La probabilità di misurare uno {\displaystyle |0\rangle } o {\displaystyle |1\rangle } non cambia dopo aver applicato questa porta, tuttavia modifica la fase dello stato quantistico. È equivalente a tracciare un cerchio orizzontale (una linea di latitudine) sulla sfera di Bloch di {\displaystyle \phi } radianti.
{\displaystyle R_{\phi }={\begin{bmatrix}1&0\\0&e^{i\phi }\end{bmatrix}}}
dove {\displaystyle \phi } è il phase shift. Alcuni esempi comuni sono la porta T dove {\displaystyle \phi ={\frac {\pi }{4}}}, la porta S (anche se S si usa talvolta per le porte SWAP) dove {\displaystyle \phi ={\frac {\pi }{2}}} e la porta Z di Pauli dove {\displaystyle \phi =\pi }.
Le porte di phase gate sono correlate come segue:
{\displaystyle Z={\begin{bmatrix}1&0\\0&e^{i\pi }\end{bmatrix}}={\begin{bmatrix}1&0\\0&-1\end{bmatrix}}}
{\displaystyle S={\begin{bmatrix}1&0\\0&e^{i{\frac {\pi }{2}}}\end{bmatrix}}={\begin{bmatrix}1&0\\0&i\end{bmatrix}}={\sqrt {Z}}}
{\displaystyle T={\begin{bmatrix}1&0\\0&e^{i{\frac {\pi }{4}}}\end{bmatrix}}={\sqrt {S}}={\sqrt[{4}]{Z}}}